# Pietro Benvenuti

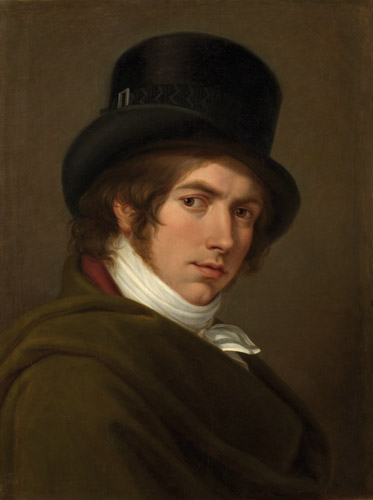
Autoritratto con cilindro, 1802

Pietro Benvenuti (Arezzo, 8 gennaio 1769 – Firenze, 3 febbraio 1844) è stato un pittore di stile accademico neoclassico, attivo tra la seconda metà del XVIII secolo e la prima metà del XIX secolo.

## Biografia
Nel 1781 studiò pittura all'Accademia di Belle Arti a Firenze, poi si trasferì a Roma dove studiò dal 1792 al 1803. Fin da primi anni, fu amico di Vincenzo Camuccini, e insieme a lui e a Luigi Sabatelli aprì un atelier a Roma. Stilisticamente subì l'influenza del grande pittore francese Jacques-Louis David.
Ritornò a lavorare ad Arezzo e nel 1807 fu chiamato come pittore di corte da Elisa Bonaparte Baciocchi e divenne direttore dell'Accademia di Firenze. Insieme ad un gruppo di collaboratori e di studenti, Benvenuti fu incaricato di decorare le nuove stanze di Palazzo Pitti nel 1811-1812, tra le quali si ricorda il Salone di Ercole.
La Restaurazione non apportò un declino nella sua carriera e il nuovo granduca Leopoldo II di Toscana gli affidò l'incarico di affrescare la volta della Cappella Medicea della Basilica di San Lorenzo, che dipinse con otto grandi soggetti del Vecchio e del Nuovo Testamento, i quattro Profeti e i quattro Evangelisti.
Morì poco dopo aver lasciato il suo incarico all'Accademia. I suoi allievi più notevoli furono: Giuseppe Gandolfo, Stefano Ussi, Cesare Mussini, Antonio Ciseri, Francesco Mensi, Nicola Cianfanelli, Adeodato Malatesta, Giuseppe Bezzuoli, Enrico Pollastrini, Francesco Nenci, Giuseppe Gozzini  e Luigi Biagi.

## Galleria d'immagini

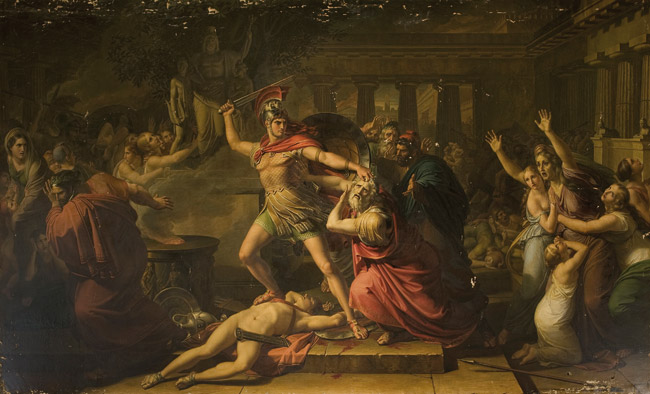
La morte di Priamo 1811
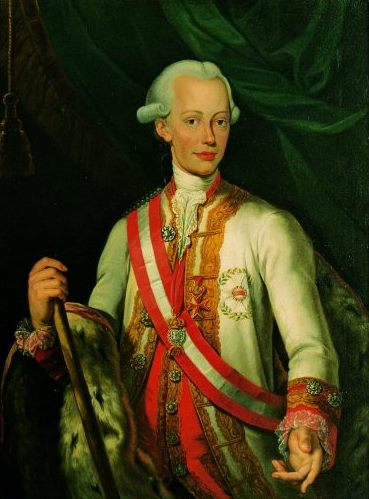
Leopoldo I di Toscana
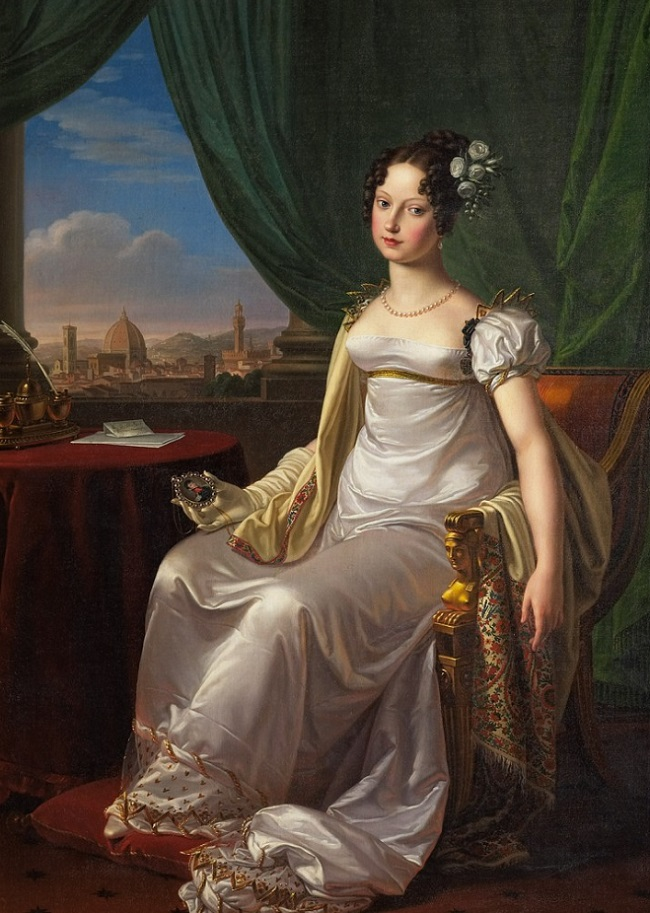
Maria Teresa di Toscana 1817
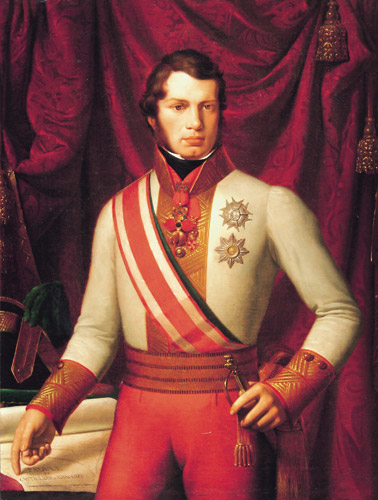
Leopoldo II di Toscana 1828
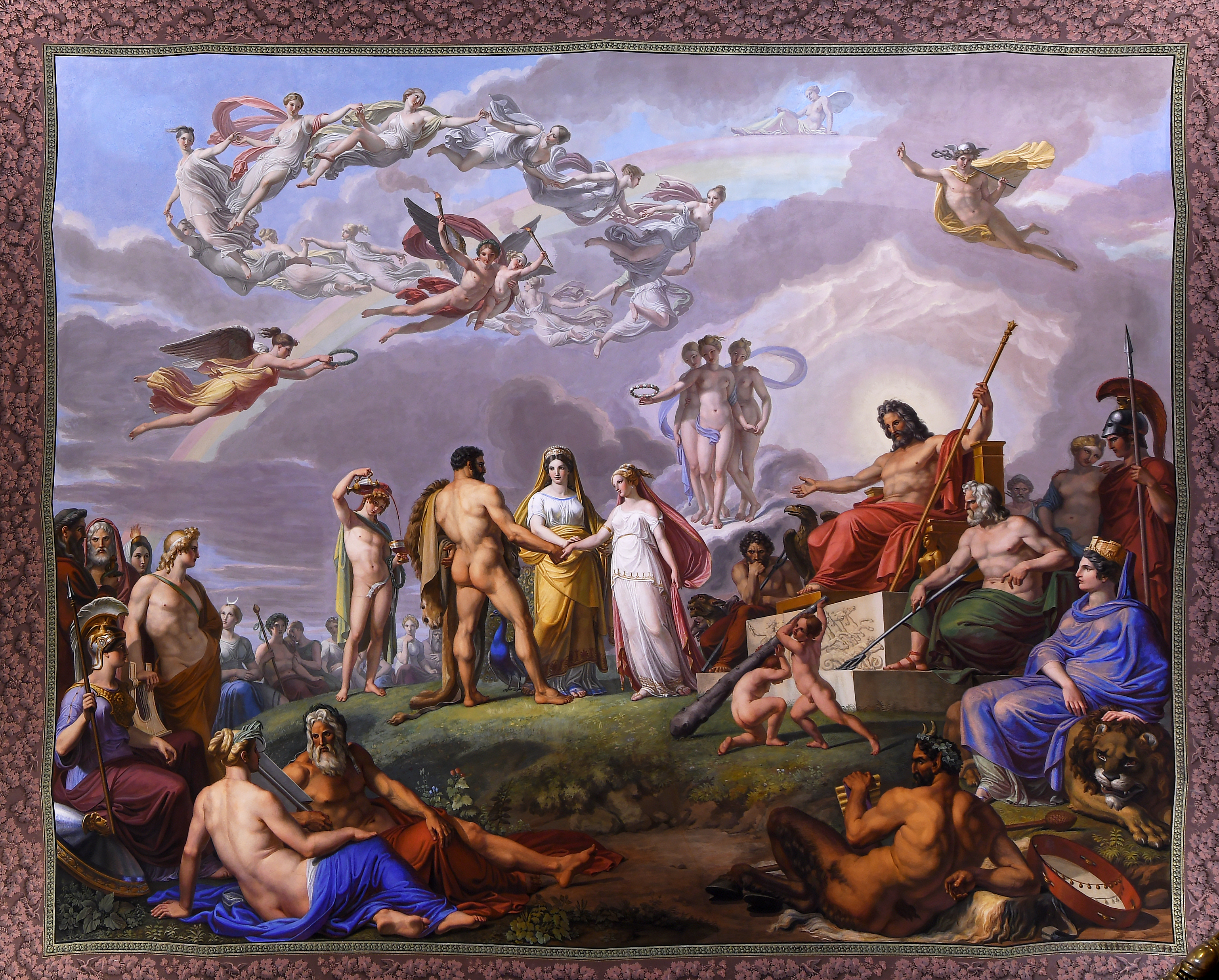
Nozze di Ercole ed Ebe, salla die Ercole, Galleria Palatina, Palazzo Pitti